# Kamaza garbata
Kamaza garbata är en insektsart som beskrevs av Irena Dworakowska 1993. Kamaza garbata ingår i släktet Kamaza och familjen dvärgstritar. Inga underarter finns listade i Catalogue of Life.